# Gefangener im Vatikan

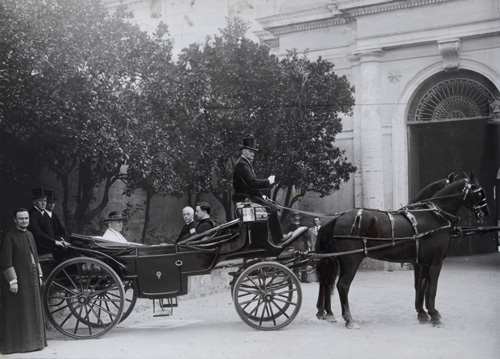
Pius X. bei einer Ausfahrt in den Vatikanischen Gärten (1913)

Als Gefangener im Vatikan oder Gefangener des Vatikans (captivus Vaticani) sahen sich die Päpste nach dem Ende des Kirchenstaats 1870 bis zur Unterzeichnung der Lateranverträge 1929. Die Selbstbeschränkungen, die sie sich auferlegten, sollten die Römische Frage offenhalten.

## Verlust Roms

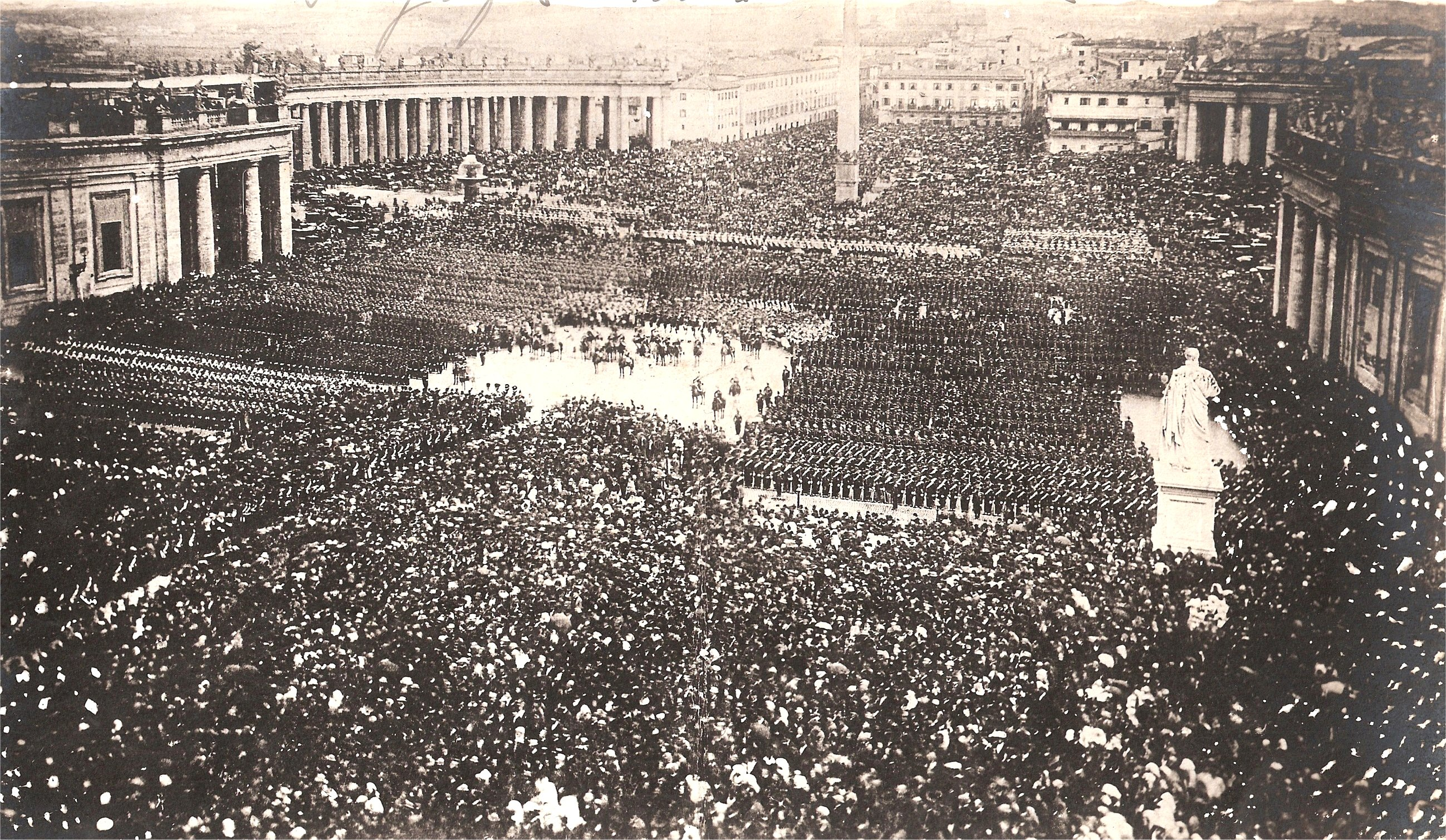
Pius IX. segnet 1870 die päpstlichen Truppen auf dem Petersplatz und spendet letztmals den Segen in Richtung der Stadt Rom

Nach Abzug der französischen Schutztruppen aus Rom am 10. August 1870 war klar, dass die päpstlichen Truppen ohne ausländische Waffenhilfe nicht imstande sein würden, die von König Viktor Emanuel II. angekündigte Eroberung Roms zu verhindern. Pius IX. wies den Oberkommandierenden der päpstlichen Armee, Hermann Kanzler, an, Rom symbolisch zu verteidigen, aber unnötiges Blutvergießen zu vermeiden. Es musste eindeutig sein, dass die Stadt gewaltsam genommen wurde. Wenn dieses Ziel erreicht war, sollte Kanzler sich ergeben. Am 20. September 1870 um fünf Uhr morgens begann der Angriff; Raffaele Cadorna, der das IV. Armeekorps befehligte, ließ die Kanonen auf die Stadttore und Mauern richten, um Opfer unter der Zivilbevölkerung zu vermeiden. Nino Bixio, der einen Ablenkungsangriff leitete, ließ indes auch in die Stadt hinein schießen. Etwa 10.000 päpstliche Soldaten, meist Söldner, verteidigten Rom fünf Stunden lang gegen 60.000 italienische Soldaten; mindestens 70 Menschen starben. Trotz Öffnung der Stadttore sprengten die Angreifer symbolträchtig eine Bresche in die Aurelianische Mauer. Unterdessen hatte der Papst in der Kapelle des Apostolischen Palastes die Messe gefeiert und empfing in seiner Bibliothek die elf beim Heiligen Stuhl akkreditierten Gesandten, darunter die Botschafter Preußens (Harry von Arnim), Österreichs und Frankreichs. Er hielt ihnen eine Rede mit wenig tagespolitischem Bezug. Als ihm Kanzler die Bresche in der Stadtmauer meldete, zog er sich mit ihm und dem Kardinalstaatssekretär Giacomo Antonelli zurück, um letzte Anweisungen zu geben. Kanzler unterschrieb die von Cadorna entworfene Kapitulation. Das ganze Stadtgebiet Roms mit Ausnahme des Gebiets innerhalb der Leoninischen Mauer wurde dem König von Italien übergeben. Eskortiert von italienischen Soldaten, zogen die besiegten päpstlichen Truppen zum Petersplatz; am folgenden Tag verließen sie Rom durch die Porta San Pancrazio.
Nach Einnahme Roms wurde eine Volksabstimmung angesetzt, die vom papsttreuen Teil der Bevölkerung Roms boykottiert wurde. Deshalb waren 98 Prozent der abgegebenen Stimmen für den Anschluss Roms an das Königreich Italien. Pius IX. beriet sich mit seinen Kardinälen und entschied sich, nicht ins Exil zu gehen, sondern in Rom zu bleiben. Er stellte die Einnahme Roms und ihre Konsequenzen gegenüber den Patriarchen und Bischöfen seiner Kirche folgendermaßen dar:

„… nach dem Eindringen der Truppen in die Stadt, die bereits von zahlreichen Horden fremder revolutionärer Eindringlinge gefüllt war, [wurden] alle Schranken der öffentlichen Ordnung gelockert und niedergebrochen, die Würde und Heiligkeit der päpstlichen Würde in Unserer niedrigen Person durch freche Zungen gelästert, Unsere so treuen Truppen in jeder Weise beschimpft […] Man begann abscheuliche … Bücher zu den niedrigsten Preisen feilzubieten und zu verbreiten, täglich zahlreiche Flugschriften auszugeben, die … für Bearbeitung der öffentlichen Meinung gegen Uns und diesen hl. Stuhl berechnet waren, schändliche und gemeine Bilder zur Schau auszustellen …, man widmete Auszeichnungen und Denkmäler Menschen, die nach Recht und Gesetz die Strafe der schwersten Verbrechen verwirkt hatten; mehrere Diener der Kirche, gegen die sich die ganze Fülle des Hasses richtet, wurden schwer beleidigt, andere meuchlerisch verwundet, einige Häuser von Religiosen ungerechtfertigten Durchsuchungen unterworfen; der Quirinal – Unser Palast – wurde erbrochen und einer Unserer Kardinäle, der ihn bewohnte, unter Androhung von Gewalt zur Räumung desselben gezwungen […] ja diese so schweren Leiden werden zu Unserem Schmerze … noch viel größeren Umfang annehmen, indem Wir zur Zeit bei Unserer Lage aller Mittel zur Abhülfe beraubt sind und täglich eindringlicher daran erinnert werden, daß wir ein Gefangener sind und jener vollen Freiheit entbehren, deren Belassung in Ausübung Unseres Apostolischen Amtes man der Welt vorlügt …“

## Verlust des Quirinalspalastes

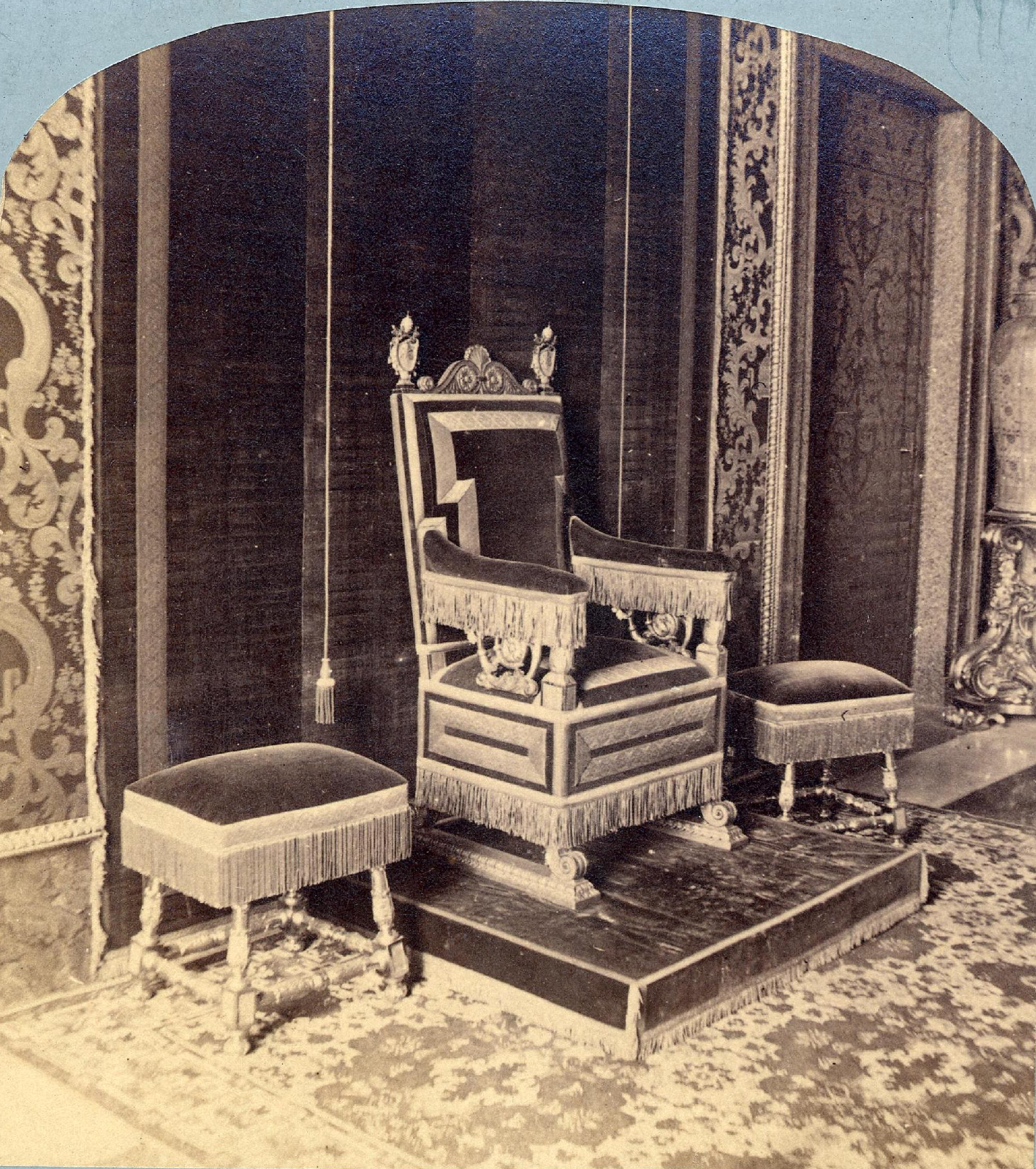
Papstthron im Quirinalspalast

Für rund 250 Jahre war der Quirinalspalast Hauptresidenz der Päpste gewesen; seine Innenausstattung spiegelt diese Geschichte. Als Pius IX. im November 1848 dort von einer aufgebrachten Menge belagert wurde und nach Gaeta fliehen musste, war deutlich geworden, dass der Quirinalspalast militärisch schlecht zu verteidigen war. Nach seiner Rückkehr 1850 residierte der Papst deshalb nicht mehr ständig auf dem Quirinal, sondern bevorzugte den Apostolischen Palast des Vatikans. Nun aber verlegte Viktor Emanuel II. seinen Regierungssitz von Florenz nach Rom und beanspruchte den Quirinalspalast für sich und seinen Hofstaat. Für Pius IX. war die Enteignung seines Palastes demütigend; symbolisch wurde das Kirchenoberhaupt aus dem Zentrum Roms an die Peripherie gedrängt. Das vom italienischen Parlament am 18. Februar 1871 verabschiedete Garantiegesetz sicherte den Päpsten auf der Grundlage einer Trennung von Kirche und Staat folgendes zu:
- Unverletzlichkeit ihrer Person und Ehrenvorrechte ähnlich denen der italienischen Könige;
- freie Papstwahl;
- jährliche Apanage von 3,2 Millionen Lire (diese Zahl orientierte sich am Finanzbedarf des päpstlichen Hofes vor 1870);
- Besitz[8] des Vatikans, aber auch der päpstlichen Basiliken in der Stadt Rom, der zentralen Kuriengebäude und des Castel Gandolfo;
- freier Verkehr mit den katholischen Bischöfen und der katholischen Öffentlichkeit weltweit;
- aktive und passive diplomatische Vertretung.

David Kertzer analysiert, dass die italienische Regierung mit dem Garantiegesetz zwei vorwiegend außenpolitische Absichten verfolgte: Einerseits suchte sie die internationale Zustimmung zur Einnahme Roms und Verlegung des Regierungssitzes dorthin. Andererseits war Pius IX. gewissermaßen zum Untertanen des italienischen Königs geworden; diesem lag aber nichts daran, dass die Päpste, seit Jahrhunderten nur Italiener, international künftig als Hofkapläne der italienischen Könige wahrgenommen würden. Die Unabhängigkeit des Papstes sollte gewahrt bleiben.
Pius IX. erklärte das Garantiegesetz in einem persönlichen Brief an den König für nichtig: Es sei ein einseitiges Zugeständnis des italienischen Staates, das dieser jederzeit widerrufen könne, sein Anspruch auf den Kirchenstaat bestehe jedoch nach göttlichem Recht. Diese Position legte er am 15. Mai 1871 in der Enzyklika Ubi nos auch öffentlich dar.

## Selbst auferlegte Gefangenschaft im Vatikan
Pius IX. verließ das von der Leoninischen Mauer umschlossene Gelände zeitlebens nicht mehr. Bis 1929 folgten alle Päpste seinem Vorbild: Leo XIII., Pius X., Benedikt XV. und Pius XI. Nicht einmal die eigene Bischofskirche, die Lateranbasilika, wurde von ihnen betreten. In der Öffentlichkeit wurde besonders beachtet, dass die Päpste bis 1922 den Segen Urbi et orbi nicht mehr von der äußeren Loggia dei Benedizione aus spendeten, sondern von der inneren Loggia aus in die Peterskirche hinein, „damit die Räuber des Kirchenstaats dieser Benediktion nicht teilhaftig würden.“
Pius IX. lebte auch in den Jahren seiner „Gefangenschaft“ nach seinem gewohnten Tagesrhythmus: Er stand um 4:30 Uhr auf. Nach Morgengebet und Heiliger Messe nahm er sein Frühstück ein (Kaffee, Bouillon); es folgte die Privataudienz mit dem Kardinalstaatssekretär und weitere Audienzen. Eine Stunde ging er in den Vatikanischen Gärten spazieren. Anschließend nahm er das Mittagessen ein (Suppe, Fleisch, Gemüse, Kartoffeln, ein wenig Wein). Um 17 Uhr, vor dem Abendessen, war noch einmal Zeit für Gespräche, und um 22 Uhr begann die Nachtruhe. So gingen die letzten, von Krankheit gezeichneten Lebensjahre des Papstes ohne größere Ereignisse ruhig dahin. Am 3. Juni 1877 beging er sein goldenes Priesterjubiläum, zu dem Pilger aus aller Welt nach Rom strömten. Pius IX. wurde in diesem Kontext gern mit dem Apostel Simon Petrus verglichen, welcher der Legende nach die Zeit bis zu seiner Hinrichtung im Mamertinischen Kerker verbrachte. „Wie einst Petrus schmachtete der Gefangene in den Ketten des römischen Staats.“ Vielleicht würde er sogar länger als Petrus amtieren, dem die Legende ein Pontifikat von 32 Jahren zuschrieb. Viele Katholiken nahmen an, dass Pius IX. in seiner Gefangenschaft ein Martyrium durchlebte. So verkauften französische Priester und Nonnen Halme des Strohs, auf dem er angeblich schlafen musste, als Reliquien.
Pius IX., der am 7. Februar 1878 starb, hatte testamentarisch seine Beisetzung in der Basilika Sankt Laurentius vor den Mauern verfügt. Sein Sarg stand zunächst im Petersdom in einem Steinsarkophag, der mehrfach als „provisorische Papstgruft“ genutzt wurde. Er wäre normalerweise, so David Kertzer, erst nach dem Tod seines Nachfolgers nach Sankt Laurentius überführt worden. Vielleicht gedrängt von einigen Kardinälen beschloss Leo XIII., den Sarg bereits drei Jahre nach dem Tod seines Vorgängers nachts nach Sankt Laurentius überführen zu lassen – quer durch die ganze Stadt. Über einen Mittelsmann wurde der Stadtpräfekt über Zeitpunkt und Route des Leichenzugs in Kenntnis gesetzt, der einen privaten Charakter haben sollte. Der Präfekt sagte unter dieser Bedingung die Sicherung des Leichenzugs zu. Doch schon vorab wurde bekannt, dass pro-päpstliche Kreise planten, den Leichenzug zu einer Solidaritätskundgebung zu nutzen. In zwei radikalen Clubs der Stadt liefen Vorbereitungen für eine Gegenveranstaltung. In der Nacht auf den 13. Juli 1881 verließ die Kutsche mit dem Sarg, vier begleitenden Kutschen und 3000 Kerzenträgern den Vatikan. Angeblich sollen 100.000 Menschen zusammengeströmt sein: Unterstützer und Gegner des Papsttums und zahlreiche Neugierige. Die rund hundert Polizisten hatten keine Kontrolle über das Geschehen. Auf der Engelsbrücke versuchten die antiklerikalen Demonstranten, den Sarg des Papstes in den Tiber zu stoßen. Von Piazza zu Piazza wurde der Tumult größer und griff auf die angrenzenden Häuser über. Nahe der Piazza Termini trafen zwei Einheiten des italienischen Militärs ein und drängten Angreifer ebenso wie Beter in die Nebenstraßen, während die vatikanischen Kutschen mit größtmöglicher Geschwindigkeit den Rest des Wegs nach Sankt Laurentius vor den Mauern zurücklegten. Die internationalen Reaktionen auf diesen nächtlichen Tumult waren für den italienischen Staat sehr nachteilig.
Um die technische Infrastruktur des Vatikans aufrechtzuerhalten, kooperierte die Kurie pragmatisch mit den staatlichen Behörden. Letztere erkannten auch den diplomatischen Status der beim Heiligen Stuhl akkreditierten Gesandten an, die umständehalber auf dem Staatsgebiet Italiens residierten. Da dem Papsttum mit dem Verlust des Kirchenstaats die Einnahmen weggebrochen waren und weder Pius IX. noch einer seiner Nachfolger die im Garantiegesetz angebotene Leibrente in Anspruch nahmen, musste sich der Heilige Stuhl „zwischen 1871 und 1929 zum größten Teil aus Spendengeldern und durch aufgenommene Kredite finanzieren.“ Einerseits wurde der Peterspfennig verbindlich festgelegt, andererseits nahm der durch die Eisenbahn ermöglichte Pilgertourismus nach Rom unter dem Pontifikat Leos XIII. einen großen Umfang an. Dieser Papst setzte drei außerordentliche Heilige Jahre (1879, 1881 und 1886) an. Auch seine persönlichen Amtsjubiläen wurden aufwändig begangen. Das Heilige Jahr 1875 konnte nicht begangen werden, doch zum Heiligen Jahr 1900 trafen rund 300.000 Pilger aus aller Welt in Rom ein, worauf Leo XIII. in der Enzyklika Tametsi futura prospicientibus mit Genugtuung zurückblicken konnte. Diese Massenwallfahrten hatten den Charakter von Solidaritätskundgebungen mit dem „Gefangenen im Vatikan“; außerdem erschloss sich der Vatikan damit eine neue, sehr ergiebige Einnahmequelle. Im ausgehenden 19. Jahrhundert hatte der Vatikan auch ohne staatliche Leistungen größere Einnahmen zur Verfügung, als vor 1870 aus dem Kirchenstaat für die päpstliche Hofhaltung jährlich bereitgestellt wurden.
Da die Päpste als „Gefangene im Vatikan“ ihre Sommerresidenzen nicht mehr nutzen konnten, ließ Leo XIII. die Vatikanischen Gärten nach eigenen Entwürfen neu gestalten. Einige der Kleinbauten, die in dieser Zeit in dem Gartengelände errichtet wurden, waren Geschenke an den Papst, darunter eine Nachbildung der Lourdes-Grotte sowie der Genueser Madonna della Guardia.

## Lockerungen
Während des Pontifikats Benedikts XV. verbesserte sich das Verhältnis des Heiligen Stuhls zur italienischen Regierung. Mit Baron Carlo Monti war ein Studienfreund des Papstes Generaldirektor des für Kirchenfragen zuständigen staatlichen Fondo per il Culto geworden. Monti hielt, wie seine Tagebücher dokumentieren, während des ganzen Ersten Weltkriegs einen Gesprächskanal zwischen dem politischen und dem kirchlichen Rom offen.

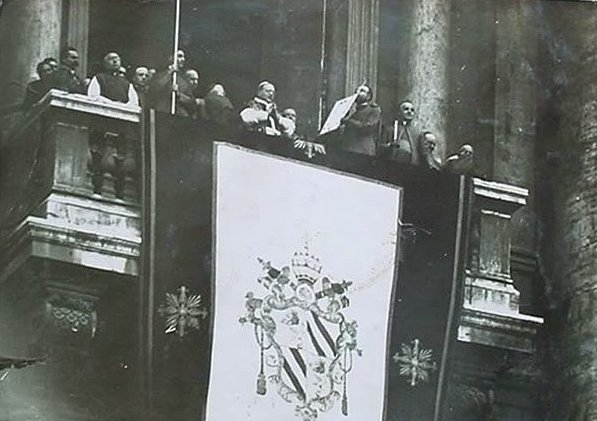
Pius XI. spendete 1922 den Segen Urbi et orbi.

Dass Pius XI. die „Gefangenschaft“ der Päpste im Vatikan als anachronistisch ansah, zeigte er damit, dass er seit dem Ostersonntag 1922 den Segen Urbi et orbi – ohne jedes weitere Wort – zum Petersplatz und der Stadt Rom hin spendete, so wie es vor 1870 üblich gewesen war. Der Heilige Stuhl hatte, so Jörg Ernesti, generell die Erfahrung gemacht, dass sich Konkordate leichter mit autoritären Regierungen als mit Demokratien aushandeln ließen, weil dabei weniger Entscheidungsträger eingebunden werden mussten. Daher hätte Pius XI. nach Einschätzung Ernestis auch mit einer demokratischen Regierung Italiens verhandelt, begrüßte aber, mit Benito Mussolini bei der Aushandlung der Lateranverträge ein Gegenüber zu haben, der, wie der Papst es formulierte, „nicht die Vorbehalte der liberalen Schule teilte“.
Die Lateranverträge wurden am 11. Februar 1929 unterzeichnet; um dieses Ereignis zu würdigen, leitete Pius XI. eine eucharistische Prozession auf dem Petersplatz. Aber er wartete bis zum Dezember, ehe er den Vatikan erstmals verließ, um von der Lateranbasilika als seiner Bischofskirche formell Besitz zu ergreifen. Der selbst auferlegte Rückzug in den Vatikan wirkte in der Amtsführung der Päpste nach und fand erst mit dem Pontifikat Johannes’ XXIII. (1958–1963) sein Ende, da dieser Papst es liebte, „Kirchen, Spitäler, Gefängnisse, Seminarien“ zu besuchen und mit den Menschen in Kontakt zu treten.